# Ichoria chrostosomides
Ichoria chrostosomides là một loài bướm đêm thuộc phân họ Arctiinae, họ Erebidae.